# ريتشارد إيدي (مؤرخ)
ريتشارد إيدي (بالإنجليزية: Richard Eddy)‏ هو مؤرخ أمريكي، ولد في 21 يونيو 1828، وتوفي في 16 أغسطس 1906.